# Minusio
Minusio est une commune suisse du canton du Tessin, située dans le district de Locarno.

Photo aérienne par Walter Mittelholzer (1919)

## Jumelages
- Biassono, Italie

## Personnalités
- Les peintres Gustave Courtois et Carl Ernst von Stetten y ont vécu entre août 1914 et la fin de la Première Guerre mondiale.

## Honneur
L'astéroïde (43027) Minusio porte son nom.